# Союз-8
Союз-8 — пілотований космічний корабель серії «Союз». Виконував груповий політ з кораблями Союз-6 і Союз-7 з маневруванням і зближенням на орбіті.

## Екіпаж
- Основний

Командир Шаталов Володимир Олександрович
Бортінженер Єлісеєв Олексій Станіславович
- Дублерний

Командир Ніколаєв Андріян Григорович
Бортінженер Севастьянов Віталій Іванович
- Резервний

Бортінженер Гречко Георгій Михайлович

## Політ
13 жовтня 1969 року в 10:19:09 UTC з космодрому Байконур запущено КК Союз-8 з екіпажем Шаталов, Єлісеєв. Вперше на орбіті опинилось одночасно 7 осіб (на орбіті вже перебували КК Союз-6 з екіпажем Шонін, Кубасов і КК Союз-7 з екіпажем Філіпченко, Волков, Горбатко).
Під час групового польоту кораблів Союз-6, Союз-7 і Союз-8 планувалось здійснити стикування кораблів Союз-7 і Союз-8. Корабель Союз-6 мав перебувати приблизно за 50 метрів і знімати стикування на кінокамеру. Однак через збій автоматичної електроніки системи стикування «Ігла» стикування не відбулось (здійснено чотири спроби). Кораблі мали лише систему автоматичного стикування, стикування вручну космонавтами було неможливо.
14 жовтня здійснено спробу зістикуватись. При наближенні КК Союз-7 і 8 на відстань 1 км вийшла з ладу система «Ігла».
15 жовтня до 12:40 кораблі наблизились один до одного на відстань 1700 м і екіпажі почали маневр зближення. Шаталов вмикав двигуни чотири рази, але за відсутності будь-якої інформації про дальність до цілі він не міг потрапити в положення для безпечного стикування і був змушений відійти на безпечну відстань.
16 жовтня в 9:52:47 UTC КК Союз-6 успішно приземлився. Здійснено дві останні спроби зістикуватись, але невдало через великі помилки в балістичних розрахунках маневрів, необхідних для правильної орієнтації їхніх орбіт.
17 жовтня в 9:25:05 КК Союз-7 успішно приземлився.
18 жовтня в 9:09:58 КК Союз-8 успішно приземлився.